# Эстонглиш
Эстонглиш (лат. estonglish) — эстоно-английский макаронизм, слияния эстонского языка с английским языком с одновременным использованием английских и эстонских слов. Эстонглиш является не уникальным случаем проникновением англицизмов в другие языки.

## История
В силу глобальных процессов, происходящих в мире, наблюдается влияние английского языка на многие другие языки. Так возникли рунглиш , спанглиш , чинглиш и другие. До XX века процесс смешивания языков в Эстонии происходил медленно, по причине что Эстония часто была в составе других государств. Всё изменилось после распада Советского Союза в начале 1990-х годов и возникновением интернета, появилась возможность свободно передвигаться по миру, компьютеризация страны начала возрастать, у эстонцев возникает спрос на англоязычную информацию и культуру. Это привело к появлению новых сфер использования английского языка среди эстонцев .

## Грамматические особенности
При заимствовании слов из английского языка встаёт вопрос об их трансформации. Из-за непрофессионального перевода часто при написании может измениться образование слов.

## Культура и повсеместное использование
Сегодня эстонглиш получил значительное распространение в Эстонии, в особенности у молодёжи, и употребляется повсеместно: в живой речи, рекламе, музыке, интернете.